# Oreolalax puxiongensis
Oreolalax puxiongensis är en groddjursart som beskrevs av Liu, Fei in Liu, Hu och Fei 1979. Oreolalax puxiongensis ingår i släktet Oreolalax och familjen Megophryidae. IUCN kategoriserar arten globalt som starkt hotad. Inga underarter finns listade i Catalogue of Life.